# Чечулин, Сергей Ионович
Чечу́лин Сергей Ионович (21 июня [3 июля] 1894, Богородск — 25 декабря 1937, Москва) — русский учёный-физиолог и организатор науки. Доктор медицинских наук, профессор. Ученик и последователь И. П. Павлова. 
Окончил в 1917 г. 1-й ММИ. С 1919 г. в течение двух лет заведовал кафедрой общей патологии Высшей медицинской школы в Москве. В 1921–1922 гг. получил экспериментально-методическую подготовку в лабораториях лауреата Нобелевской премии И. П. Павлова и основателя советской фармакологии Н. П. Кравкова. В 1920-е гг. организовал при вузе питомник лабораторных животных, участвовал в создании лабораторного производства желудочного сока для лечебных целей. Дал объяснение природы гипнотического сна у людей. 
Одновременно с С. С. Брюхоненко изобрел, а потом совместно разрабатывал метод искусственного кровообращения (1926), положив тем самым начало совершенно новым направлениям практической медицины, в частности, реаниматологии и трансплантологии. 
Дал окончательный ответ на вопрос о роли и значении механического фактора в желудочной секреции, что послужило обоснованием для щадящих диет, применяемых в клинике. За это многолетнее исследование в 1935 г. автору была присвоена ученая степень доктора медицинских наук без защиты диссертации. В 1933 организовал в 1-м Московском медицинском институте первую в стране центральную научно-исследовательскую лабораторию (ЦНИЛ) — экспериментальный центр для обслуживания научных потребностей клинических кафедр при постановке хронических и острых экспериментов на животных, — к-рой после смерти Ч. было присвоено его имя. Имя профессора С. И. Чечулина было присвоено также созданной в 1993 г. Лаборатории экстремальных состояний. https://www.sechenov.ru/facts/discoveries/101429/
Отец видных русских физиологов А. С. Чечулина и Ю. С. Чечулина.
Умер от скоротечного туберкулёза. Похоронен на Новодевичьем кладбище в Москве (участок №4, ряд 37, место 17). 